# Zentralamerika- und Karibikspiele 2002/Badminton
Badminton war eine Sportart der in San Salvador ausgetragenen Zentralamerika- und Karibikspiele 2002.

## Medaillengewinner
| Disziplin    | Gold                          | Silber                        | Bronze                        |
| ------------ | ----------------------------- | ----------------------------- | ----------------------------- |
| Herreneinzel | Pedro Yang                    | Charles Pyne                  | Virgil Soeroredjo             |
| Herreneinzel | Pedro Yang                    | Charles Pyne                  | Mitchel Wongsodikromo         |
| Dameneinzel  | Nigella Saunders              | Verónica Estrada              | Abigail García                |
| Dameneinzel  | Nigella Saunders              | Verónica Estrada              | Sabrina Cassie                |
| Herrendoppel | Erick Anguiano Pedro Yang     | Bradley Graham Albert Myles   | Anil Seepaul Kerwyn Pantin    |
| Herrendoppel | Erick Anguiano Pedro Yang     | Bradley Graham Albert Myles   | Bernaldo Monreal Arturo Amaya |
| Damendoppel  | Terry Leyow Nigella Saunders  | Dionne Forde Mariana Eastmond | Kesma Benito Nadine Julien    |
| Damendoppel  | Terry Leyow Nigella Saunders  | Dionne Forde Mariana Eastmond | Abigail García Laura Amaya    |
| Mixed        | Charles Pyne Nigella Saunders | Pedro Yang Annelisse Micheo   | Bradley Graham Terry Leyow    |
| Mixed        | Charles Pyne Nigella Saunders | Pedro Yang Annelisse Micheo   | Anil Seepaul Zeudi Mack       |

## Teilnehmer
| Land                    | Herren                                                           | Damen                                                                  | Starter |
| ----------------------- | ---------------------------------------------------------------- | ---------------------------------------------------------------------- | ------- |
| Barbados                | Curwin Cherubin Andre Padmore Ryan Holder                        | Dionne Forde Mariana Eastmond                                          | 5       |
| El Salvador             | Oscar Antonio Abrego Reyes José Osmin Nieto Álvarez Carlos Pérez | Abigail Chavez Karen Ramirez                                           | 5       |
| Jamaika                 | Bradley Graham Albert Nyles Alex Haddad Charles Pyne             | Nigella Saunders Terry Walker                                          | 6       |
| Puerto Rico             | Victor Perez Angel M. Santana                                    | –                                                                      | 2       |
| Suriname                | Mitchel Wongsodikromo Virgil Soeroredjo                          | –                                                                      | 2       |
| Dominikanische Republik | Nelson Javier Roberto Rodríguez Héctor Pena Pedro Pena           | Fiordaliza Reyes Nairobis Castillo                                     | 6       |
| Guatemala               | Pedro Yang Erick Anguiano David López Kevin Cordón               | Marlin Maldonado Annelisse Micheo                                      | 6       |
| Mexiko                  | José Ramón Noria Bernaldo Monreal Arturo Amaya Luis Suárez       | María de la Paz Luna Félix Veronica Estrada Abigail García Laura Amaya | 8       |
| Trinidad und Tobago     | Mohammed S. Anil Seepaul Kerwyn Pantin Glendon Thomas            | Sabrina Cassie Zeudi Mack Kesma Benito Nadine Julien                   | 8       |